# Blyth Spartans
Der Blyth Spartans Association Football Club, besser bekannt als Blyth Spartans, ist ein englischer Fußballverein mit Sitz in Blyth, Northumberland. Der Verein wurde 1899 gegründet und spielt derzeit in der Northern Premier League, der siebthöchsten Spielklasse des Landes. 

## Geschichte
Der Verein wurde im September 1899 vom ersten Clubsekretär Fred Stoker gegründet, der später als angesehener Arzt eine Praxis in der Londoner Harley Street gründete. Er hielt es für angemessen, die Mannschaft nach der griechischen spartanischen Heer zu benennen, in der Hoffnung, dass die Spieler ihr Bestes geben würden, wenn sie auf dem Spielfeld in den „Kampf“ zogen.
Der Verein ist vor allem für seine FA-Cup-Saison 1977/78 bekannt, in der er bis zur fünften Runde vordrang und schließlich in einem Wiederholungsspiel im St. James’ Park gegen AFC Wrexham verlor.
1996 wurde der senegalesische Fußballspieler Ali Dia von Blyth Spartans AFC verpflichtet. Er spielte nur ein Spiel, bis er sich durch einen Anruf bei Graeme Souness als Cousin von George Weah ausgab, um den Trainer von Southampton zu überzeugen, ihn zu holen. Aufgrund des aktuellen Kadermangels wurde Ali Dia, der keine Profierfahrung hatte, vom Premier-League-Club verpflichtet.
Ende 2018 machten die Blyth Spartans weltweit Schlagzeilen, weil sie einen Sponsoringvertrag mit dem nordkoreanischen Reiseunternehmen Visit North Korea unterzeichneten.
Im Jahr 2019 qualifizierten sich die Blyth Spartans für die Play-offs um den Aufstieg in die fünfte Liga. Dies erwies sich als zu viel und sie schieden im Viertelfinale gegen Altrincham aus. Im Jahr 2024 stiegen die Blyth Spartans in die siebte Liga ab.

## Frauenfußball
Während des Ersten Weltkriegs spielten Frauen, die in Fabriken und auf den Docks arbeiteten, Fußball, darunter eine Mannschaft in den Farben der Spartans, die auch als Blyth Spartan Ladies FC und Blyth Spartans Munitionettes bekannt ist. Die Mannschaft wurde nie geschlagen, bestritt 30 Spiele, gewann 26 und spielte 4 Unentschieden. Sie blieben bestehen, bis 1921 der Frauenfußball von der FA aus dem Stadion verbannt wurde. Im Jahr 2001 wurde erneut ein Blyth Spartans Ladies-Team gegründet, das jedoch trotz beachtlicher Erfolge 2009 geschlossen wurde. Das Team hatte im Mai 2008 das Finale des Northumberland Football Association Women’s Cup mit einem 4:2 gegen Whitley Bay Ladies gewonnen. Ein erhebliches Problem war der Mangel an finanzieller Unterstützung für die Reise der Mannschaft zu den Spielen.

## Erfolge

### Liga
- Northern Premier League Premier Division (Stufe 7)
  - Meister: 2005/06, 2016/17

## Bekannte Spieler
- David Agnew
- Jimmy Allen
- Steve Carney

- Ali Dia
- Mark Gillespie
- Michael Maidens
- Bill McGlen
- Les Mutrie
- Jimmy Richardson
- Callum Roberts
- Nigel Saddington